# Euliphyra leucyania
Euliphyra leucyania är en fjärilsart som beskrevs av William Chapman Hewitson 1874. Euliphyra leucyania ingår i släktet Euliphyra och familjen juvelvingar. Inga underarter finns listade i Catalogue of Life.

## Bildgalleri

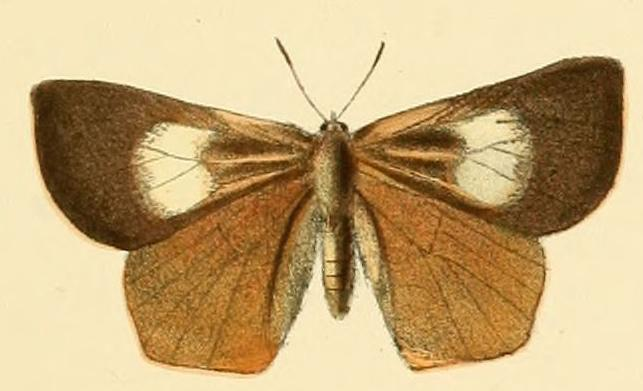
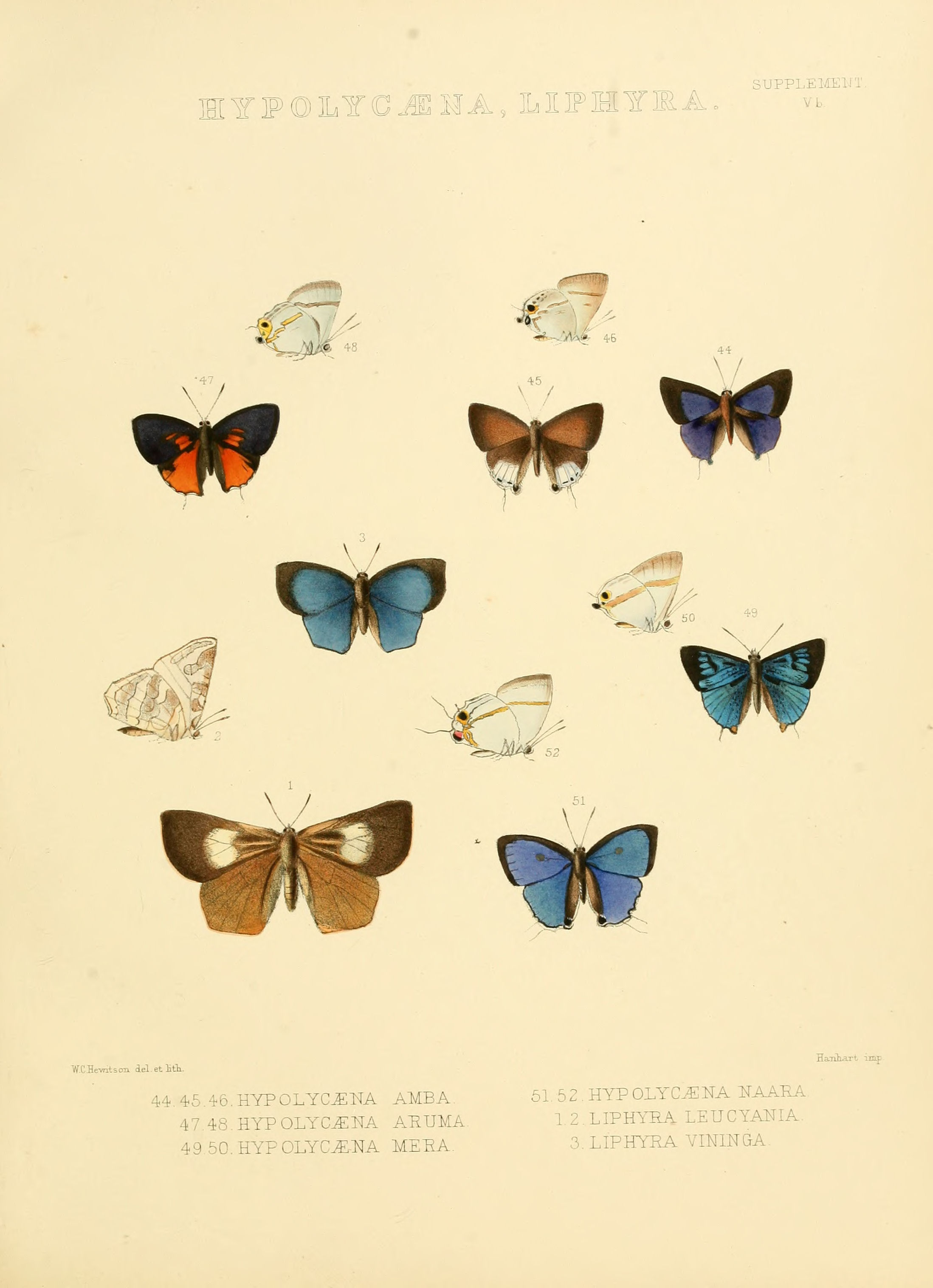